# Суще
Су́ще — світоглядне поняття, яке у філософії розглядається в двох аспектах: з боку своєї визначеності, сутності, і з боку свого існування, буття.
«Із розвитком критики метафізичних традицій суще протиставляється буттю, як тому, що лежить у підґрунті і поза межами сущого (Гайдеггер). Тлумачення буття через ототожнення його із сущим, за Гайдеггером, є неавтентичним способом філософування, який втілює метафізика».